# Клапан Dunlop

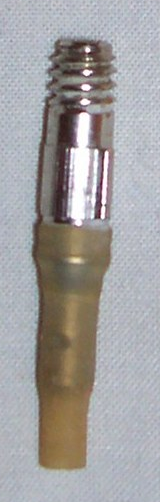

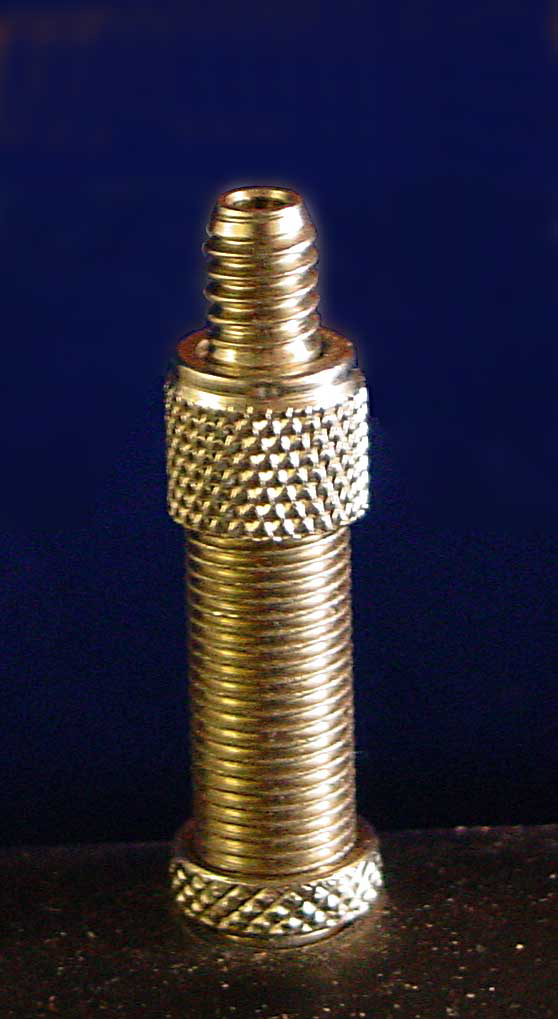

Клапан Dunlop, (також відомий як клапан Woods або англійський клапан) — пневматичний зворотний клапан, використовується деяких країнах: Японії, Кореї, Індії, Пакистані, Нідерландах та інших. Клапан Dunlop ширший за клапан Presta і за розміром збігається з клапаном Шрадера і може використовувати отвори в дисках, аналогічні отворам під клапан Шрадера, крім того, при використанні відповідного адаптера, може замінити клапан Presta. Заміна внутрішньої частини механізму клапана проста і не вимагає інструменту.
Клапан винайдений Джоном Бойдом Данлопом, шотландським винахідником, засновником компанії Dunlop Pneumatic Tyre Company. У 1887 році Данлоп розробив пневматичні шини для велосипеда свого сина, після того, як розрізав садовий шланг, згорнув його в два кільця і зростив їх кінці. Для того, щоб накачане повітря не виходило, Данлоп винайшов особливий клапан, який автоматично закривається під тиском стисненого повітря в камері.
Пізніше Ч. Вудс, співробітник Dunlop Pneumatic Tyre Company, удосконалив клапан для використання його в камерах пневматичних шин.